# Catalina (nombre)
Catalina es un nombre femenino.

## Santoral
3 de marzo: Santa Catalina Drexel. 
9 de marzo: Santa Catalina de Bolonia.
24 de marzo: Santa Catalina de Suecia.
17 de abril: Santa Catalina Tekakwitha.
29 de abril: Santa Catalina de Siena.
25 de noviembre: Santa Catalina de Alejandría.
31 de diciembre: Santa Catalina Labouré.

## Variantes
- Diminutivo: Cata, Catu, Catalucha, Cachu, Cachuchita, Catita, Cati, Caty, Catiana, Nina, Lina, Cate, Catina, Catilica, Catimo, Cat, Cartu, Katy, Kathy, Kati, Kareli, Katyta, Catulaca, Catula, Kata, Kat, Katula, Katylla, Katalina, Katalyna, Katulaka, Catuta, Carty, Kano, Kajo, Katurra, Kta, Kty, Katyf, Katha, Katrina, Kateyton, Katif, Katy, Katyberta, Katuxa, Talyn, Talin, Ktona, Katilyn, Katalicia, etc.

### en otras lengua
| Variantes en otros idiomas | Variantes en otros idiomas              |
| -------------------------- | --------------------------------------- |
| Español                    | Catalina, Catiana, Catia, Careli.       |
| Albanés                    | Katrina                                 |
| Alemán                     | Katharina                               |
| Asturiano                  | Catalina, Catuxa                        |
| Bretón                     | Katell                                  |
| Búlgaro                    | Екатерина (Ekaterina)                   |
| Catalán                    | Caterina                                |
| Checo                      | Kateřina                                |
| Croata                     | Katarina                                |
| Danés                      | Katharina                               |
| Escandinavo                | Karin                                   |
| Eslovaco                   | Katarína                                |
| Esloveno                   | Ekaterina                               |
| Estonio                    | Katariina                               |
| Euskera                    | Katarin, Katalin, Kattalin, Katixa.     |
| Finlandés                  | Katariina                               |
| Francés                    | Catherine                               |
| Gallego                    | Catarina, Catuxa                        |
| Georgiano                  | ეკატერინე (Ekaterine)                   |
| Griego                     | Αικατερίνη (Aikaterínê)                 |
| Húngaro                    | Katarina, Katalin.                      |
| Inglés                     | Katherine, Catherine, Katie,Karen       |
| Irlandés                   | Caitríona, Caitrín, Catraoine, Caitlín. |
| Islandés                   | Katrín kattirin                         |
| Italiano                   | Caterina                                |
| Latín                      | Catharina                               |
| Letón                      | Katrīna                                 |
| Lituano                    | Katerina                                |
| Neerlandés                 | Catharina, Katrijn                      |
| Noruego                    | Katarina                                |
| Polaco                     | Katarzyna                               |
| Portugués                  | Catarina, Cátia.                        |
| Rumano                     | Ecaterina, Catalina                     |
| Ruso                       | Екатерина, Катя (Yekaterina, Katia)     |
| Sardo                      | Catalìna                                |
| Sueco                      | Katarina                                |
| Ucraniano                  | Катерина (Kateryna)                     |